# Olympische Sommerspiele 1952/Leichtathletik – 4 × 100 m (Männer)
Die 4-mal-100-Meter-Staffel der Männer bei den Olympischen Spielen 1952 in Helsinki wurde am 26. und 27. Juli 1952 im Olympiastadion in Helsinki ausgetragen. 22 Staffeln mit 88 Athleten nahmen teil.
Die Goldmedaille gewann die US-amerikanische Staffel mit Dean Smith, Harrison Dillard, Lindy Remigino und Andy Stanfield.

Silber ging an die sowjetische Mannschaft (Boris Tokarew, Lewan Kaljajew, Lewan Sanadse, Wladimir Sucharew).

Bronze errang die Staffel Ungarns in der Besetzung László Zarándi, Géza Varasdi, György Csányi und Béla Goldoványi.

## Bestehende Rekorde
| Weltrekord         | 39,8 s | USA (Jesse Owens, Ralph Metcalfe, Foy Draper, Frank Wykoff) | Berlin, Deutsches Reich           | 9. August 1936 |
| Olympischer Rekord | 39,8 s | USA (Jesse Owens, Ralph Metcalfe, Foy Draper, Frank Wykoff) | Finale OS Berlin, Deutsches Reich | 9. August 1936 |

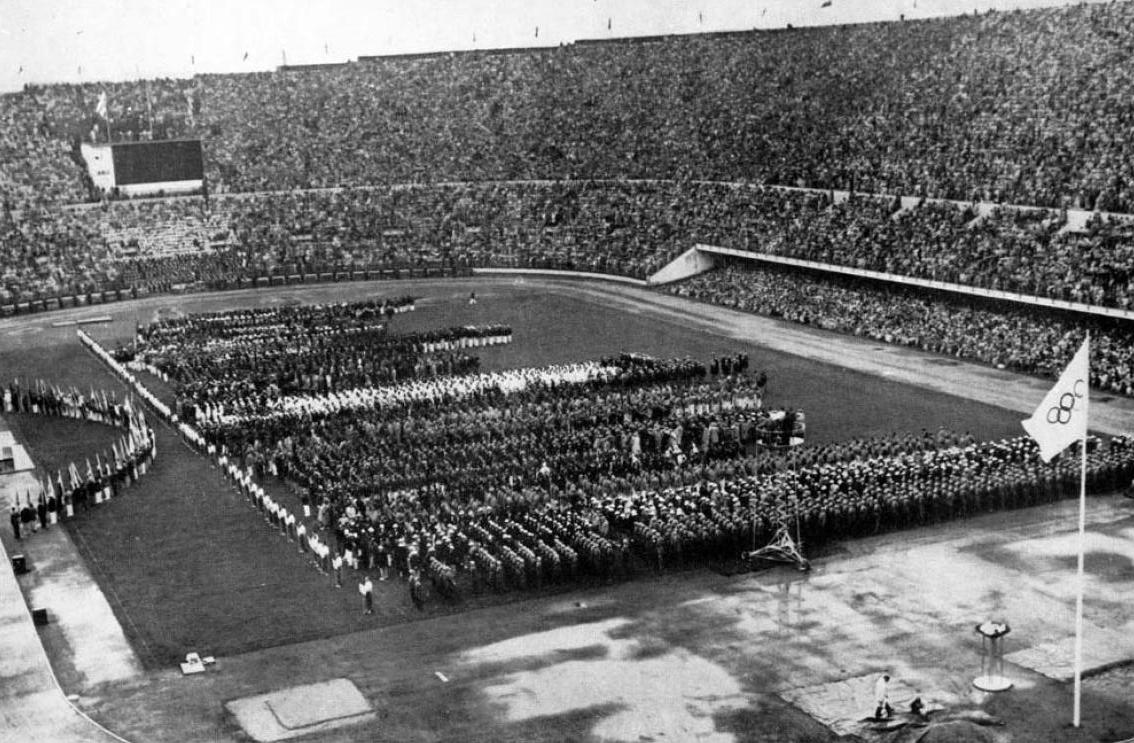
Eröffnungsfeier bei den Olympischen Spielen in Helsinki

Der bestehende Olympiarekord – gleichzeitig Weltrekord – wurde auch bei diesen Spielen nicht erreicht. Im schnellsten Rennen, dem Finale, verfehlte das siegreiche US-Team den Rekord um drei Zehntelsekunden.

## Durchführung des Wettbewerbs
Die Staffeln traten am 26. Juli zu vier Vorläufen an. Die jeweils drei bestplatzierten Mannschaften – hellblau unterlegt – erreichten das Halbfinale am 27. Juli. In den Vorentscheidungen qualifizierten sich wiederum die jeweils ersten drei Mannschaften – ebenfalls hellblau unterlegt – für das Finale am selben Tag.

## Zeitplan
26. Juli, 15.30 Uhr: Vorläufe

27. Juli, 15.30 Uhr: Halbfinale

27. Juli, 17.10 Uhr: Finale

## Vorläufe
Datum: 26. Juli 1952, ab 15.30 Uhr

### Vorlauf 1
| Platz | Staffel    | Besetzung                                                     | Offizielle Zeit handgestoppt | Inoffizielle Zeit elektronisch |
| ----- | ---------- | ------------------------------------------------------------- | ---------------------------- | ------------------------------ |
| 1     | USA        | Dean Smith Harrison Dillard Lindy Remigino Andy Stanfield     | 40,3 s                       | 40,34 s                        |
| 2     | Frankreich | Alain Porthault Étienne Bally Yves Camus René Bonino          | 40,8 s                       | 40,98 s                        |
| 3     | Polen      | Dominik Sucheński Zygmunt Buhl Zdobysław Stawczyk Emil Kiszka | 41,8 s                       | 42,00 s                        |
| 4     | Finnland   | Adolf Turakainen Voitto Hellsten Pauli Tavisalo Issi Baran    | 42,0 s                       | 42,20 s                        |
| 5     | Kanada     | Gordon Crosby Don McFarlane Bob Hutchinson Walter Sutton      | 42,6 s                       | 42,73 s                        |
| 6     | Portugal   | Tomás Paquete Fernando Casimiro Eugénio Eleuterio Rui Maia    | 42,8 s                       | 43,01 s                        |
| 7     | Ägypten    | Emad El-Din Shafei Fouad Yazgi Fawzi Chaaban Youssef Ali Omar | 42,9 s                       | 43,02 s                        |

### Vorlauf 2
| Platz | Staffel        | Besetzung                                                                | Offizielle Zeit handgestoppt | Inoffizielle Zeit elektronisch |
| ----- | -------------- | ------------------------------------------------------------------------ | ---------------------------- | ------------------------------ |
| 1     | Großbritannien | McDonald Bailey William Jack John Gregory Brian Shenton                  | 41,2 s                       | 41,43 s                        |
| 2     | Italien        | Carlo Vittori Antonio Siddi Giorgio Sobrero Franco Leccese               | 41,5 s                       | 41,73 s                        |
| 3     | Kuba           | Evelio Planas Samuel Anderson Angel García Rafael Fortún                 | 41,9 s                       | 42,14 s                        |
| 4     | Goldküste      | George Acquaah Gabriel Laryea John Owusu Augustus Lawson                 | 42,1 s                       | 42,27 s                        |
| 5     | Australien     | Morris Curotta Edwin Carr Ray Weinberg Ken Doubleday                     | 42,3 s                       | 42,39 s                        |
| 6     | Thailand       | Adul Wanasatith Arun Sankosik Pongummart Ummarttayakul Boonterm Pakpuang | 44,5 s                       | 44,81 s                        |

### Vorlauf 3
| Platz | Staffel          | Besetzung                                                             | Offizielle Zeit handgestoppt | Inoffizielle Zeit elektronisch |
| ----- | ---------------- | --------------------------------------------------------------------- | ---------------------------- | ------------------------------ |
| 1     | Ungarn           | László Zarándi Géza Varasdi György Csányi Béla Goldoványi             | 41,0 s                       | 41,45 s                        |
| 2     | Tschechoslowakei | František Brož Jiří David Miroslav Horčic Zdeněk Pospíšil             | 41,5 s                       | 41,49 s                        |
| 3     | Argentinien      | Enrique Beckles Mariano Acosta Gerardo Bönnhoff Romeo Galán           | 41,5 s                       | 41,56 s                        |
| 4     | BR Deutschland   | Peter Kraus Werner Zandt Josef Heinen Franz Happernagl                | 41,5 s                       | 41,63 s                        |
| 5     | Schweiz          | Willy Schneider Willy Eichenberger Ernst Mühlethaler Hans Wehrli-Frei | 41,6 s                       | 41,81 s                        |

### Vorlauf 4
| Platz | Staffel     | Besetzung                                                               | Offizielle Zeit handgestoppt | Inoffizielle Zeit elektronisch |
| ----- | ----------- | ----------------------------------------------------------------------- | ---------------------------- | ------------------------------ |
| 1     | Sowjetunion | Boris Tokarew Lewan Kaljajew Lewan Sanadse Wladimir Sucharew            | 41,3 s                       | 41,45 s                        |
| 2     | Nigeria     | Titus Erinle Rafiu Oluwa Karim Olowu Muslim Arongudade                  | 42,4 s                       | 42,63 s                        |
| 3     | Pakistan    | Muhammad Sharif Butt Muhammad Fazil Abdul Aziz Muhammad Aslam           | 42,8 s                       | 42,91 s                        |
| DSQ   | Island      | Ásmundur Bjarnason Hörður Haraldsson Pétur Sigurðsson Ingi Þorsteinsson |                              |                                |

## Halbfinale
Datum: 27. Juli 1952, ab 15.30 Uhr

### Lauf 1
| Platz | Staffel        | Besetzung                                                     | Offizielle Zeit handgestoppt | Inoffizielle Zeit elektronisch |
| ----- | -------------- | ------------------------------------------------------------- | ---------------------------- | ------------------------------ |
| 1     | USA            | Dean Smith Harrison Dillard Lindy Remigino Andy Stanfield     | 40,4 s                       | 40,51 s                        |
| 2     | Sowjetunion    | Boris Tokarew Lewan Kaljajew Lewan Sanadse Wladimir Sucharew  | 40,7 s                       | 41,01 s                        |
| 3     | Großbritannien | McDonald Bailey William Jack John Gregory Brian Shenton       | 41,0 s                       | 41,24 s                        |
| 4     | Argentinien    | Enrique Beckles Mariano Acosta Gerardo Bönnhoff Romeo Galán   | 41,4 s                       | 41,61 s                        |
| 5     | Polen          | Dominik Sucheński Zygmunt Buhl Zdobysław Stawczyk Emil Kiszka | 41,8 s                       | 41,91 s                        |
| 6     | Pakistan       | Muhammad Sharif Butt Muhammad Fazil Abdul Aziz Muhammad Aslam | 42,0 s                       | 42,15 s                        |

### Lauf 2
Die Staffel Italiens trat zum Halbfinale nicht an.
| Platz | Staffel          | Besetzung                                                 | Offizielle Zeit handgestoppt | Inoffizielle Zeit elektronisch |
| ----- | ---------------- | --------------------------------------------------------- | ---------------------------- | ------------------------------ |
| 1     | Ungarn           | László Zarándi Géza Varasdi György Csányi Béla Goldoványi | 40,9 s                       | 40,99 s                        |
| 2     | Frankreich       | Alain Porthault Étienne Bally Yves Camus René Bonino      | 40,9 s                       | 41,02 s                        |
| 3     | Tschechoslowakei | František Brož Jiří David Miroslav Horčic Zdeněk Pospíšil | 41,3 s                       | 41,46 s                        |
| 4     | Kuba             | Evelio Planas Samuel Anderson Angel García Rafael Fortún  | 41,5 s                       | 41,67 s                        |
| 5     | Nigeria          | Titus Erinle Rafiu Oluwa Karim Olowu Muslim Arongudade    | 41,9 s                       | 42,01 s                        |

## Finale
Datum: 27. Juli 1952, 17:10 Uhr
| Platz | Staffel          | Besetzung                                                    | Offizielle Zeit handgestoppt | Inoffizielle Zeit elektronisch |
| ----- | ---------------- | ------------------------------------------------------------ | ---------------------------- | ------------------------------ |
| 1     | USA              | Dean Smith Harrison Dillard Lindy Remigino Andy Stanfield    | 40,1 s                       | 40,26 s                        |
| 2     | Sowjetunion      | Boris Tokarew Lewan Kaljajew Lewan Sanadse Wladimir Sucharew | 40,3 s                       | 40,58 s                        |
| 3     | Ungarn           | László Zarándi Géza Varasdi György Csányi Béla Goldoványi    | 40,5 s                       | 40,83 s                        |
| 4     | Großbritannien   | McDonald Bailey William Jack John Gregory Brian Shenton      | 40,6 s                       | 40,85 s                        |
| 5     | Frankreich       | Alain Porthault Étienne Bally Yves Camus René Bonino         | 40,9 s                       | 41,10 s                        |
| 6     | Tschechoslowakei | František Brož Jiří David Miroslav Horčic Zdeněk Pospíšil    | 41,2 s                       | 41,41 s                        |

Die Staffel mit den klar schnellsten Einzelläufern war das US-Team. Im Finale trafen sie auf den amtierenden Europameister aus der Sowjetunion. Diese Mannschaft suchte ihre Chance in perfekt einstudierten Wechseln.
Die UdSSR ging zunächst in Führung, wurde jedoch nach dem zweiten Wechsel von Lindy Remigino, dem Olympiasieger in der Einzeldisziplin, ausgangs der Kurve eingeholt. Der 200-Meter-Goldmedaillengewinner Andrew Stanfield lag am Schluss mit zwei Zehntelsekunden nur knapp vor Wladimir Sucharew. Das brachte der US-Staffel den Olympiasieg vor der Sowjetunion. Auf Platz drei kam wiederum nur zwei Zehntel dahinter Ungarn und eine weitere Zehntelsekunde zurücklag Großbritannien auf Platz vier.
Der olympische Rekord der US-Staffel von Berlin 1936 – u. a. mit Jesse Owens – blieb auch hier in Helsinki unangetastet. Keine Staffel konnte die 40-Sekunden-Marke knacken.
Im achten olympischen Finale lief die US-Staffel zum siebten Sieg. Alle diese Siege wurden in Folge erzielt.

## Video
- 1952 Summer Olympic Games in Helsinki, Finland - CharlieDeanArchives / Archival Footage, Bereich: 16:30 min bis 16:48 min, youtube.com, abgerufen am 2. August 2021